# The Heartland Café
The Heartland Café is een album van de Zweedse band Gyllene Tider. Het is het eerste Engelstalige album van de groep en werd uitgebracht op 17 februari 1984 door EMI.
Dit is het tweede album waarop Marie Fredriksson te horen is als achtergrondzangeres en het geheel wordt gezien als de voorloper van de succesvolle band Roxette, waar Gyllene Tiders leadzanger Per Gessle en Marie Fredriksson samen internationaal mee doorbraken.
In de Verenigde Staten werd het album (als ep, 6 van de 11 tracks werden er maar gebruikt) door Capitol Records onder de naam Heartland uitgebracht. Capitol zag echter niets in de naam Gyllene Tider (Zweeds voor "Gouden Tijden") en verzocht de band om een pakkender naam te verzinnen. Hierop werd er door de leden van de band gekozen voor Roxette, naar de titel van een nummer van Dr. Feelgood uit 1975.
Voor vele fans van Roxette is Heartland dan ook eigenlijk het eerste Roxette-album, ondanks het feit dat het niet een volledig album is en Gessle en Fredriksson niet prominent op de cover staan. Het zou nog twee en een half jaar duren voordat het eerste volledige album van Roxette 
uitgebracht zou worden (Pearls of Passion, 1986).